# 유장현
유장현(1952년 ~ 2014년)은 대한민국의 영화 배우이다.

## 생애
경상북도 포항에서 태어났다. 1973년 마음은 푸른 하늘로 데뷔했다.

## 작품

### 영화

#### 조연
- 1973년 마음은 푸른 하늘
- 1973년 처녀 사공
- 1974년 잊지 못할 모정
- 1974년 호랑이 아줌마
- 1978년 상처
- 1979년 비목
- 1984년 스무해 첫째날
- 1985년 미스 김
- 1988년 아스팔트 위의 동키호테
- 1988년 나신들

#### 주연
- 1974년 삼각의 함정
- 1978년 영아의 고백
- 1979년 12인의 하숙생
- 1979년 영녀
- 1980년 모모는 철부지
- 1980년 창밖의 여자
- 1983년 사랑만들기
- 1985년 밤마다 천국
- 1987년 나는 다시 살고 싶다
- 1988년 근신
- 1989년 성노
- 1991년 춘정
- 1993년 13월의 겨울

### 광고

#### 출연
- 1978년 반도패션
- 1980년 가양
- 1983년 공익광고협의회 화재예방